# Pouteria capacifolia
Pouteria capacifolia é um espécie de planta na família Sapotaceae. É encontrada no Equador.